# Gare de Sendy-Sollard
La gare de Sendy-Sollard est une gare ferroviaire situé sur le territoire de la commune suisse de Montreux, dans le canton de Vaud.

## Situation ferroviaire
Établie à 870,3 mètres d'altitude, la gare de Sendy-Sollard est située au point kilométrique 9,20 de la ligne de Montreux à Lenk im Simmental.
Elle est dotée de deux voies dont une en impasse, formant ainsi un point de croisement sur la ligne. Un quai latéral se situe le long de l'une des deux voies.

## Histoire
La gare de Sendy-Sollard a été mise en service en même temps que la section de Montreux aux Avants de la ligne de Montreux à Lenk im Simmental en décembre 1901,,.

## Service des voyageurs

### Accueil
La gare de Sendy-Sollard est dotée d'un distributeurs automatiques de titres de transport.

### Desserte
La gare de Sendy-Sollard est desservie toutes les heures par les trains Regio du MOB reliant Montreux aux Les Avants, prolongés jusqu'à Zweisimmen en début et fin de service à la place des trains reliant Montreux à Zweisimmen de journée.

### Intermodalité
La gare de Sendy-Sollard n'est desservie par aucune autre ligne de transports publics.